# Монастырёво (Владимирская область)
Монастырёво — деревня в Александровском муниципальном районе Владимирской области России, входит в состав Следневского сельского поселения.

## География
Деревня расположена на берегу речки Чёрная в 3 км на северо-восток от центра поселения деревни Следнево и в 5 км на северо-запад от города Александрова.

## История
В XIX — начале XX века деревня входила в состав Александровской волости Александровского уезда. В 1859 году в деревне числилось 7 дворов, в 1905 году — 16 дворов, в 1926 году — 15 дворов.
С 1929 года деревня являлась центром Монастыревского сельсовета Александровского района, с 1941 года — в составе Долматовского сельсовета Струнинского района, с 1965 года — в составе Александровского района, с 1967 года — в составе Следневского сельсовета, с 2005 года — в составе Следневского сельского поселения.

## Население
| 1859 | 1905 | 1926 | 2002 | 2010 | 2021 |
| ---- | ---- | ---- | ---- | ---- | ---- |
| 42   | ↗130 | ↘79  | ↘5   | ↗6   | ↗19  |